# (3596) Mérion

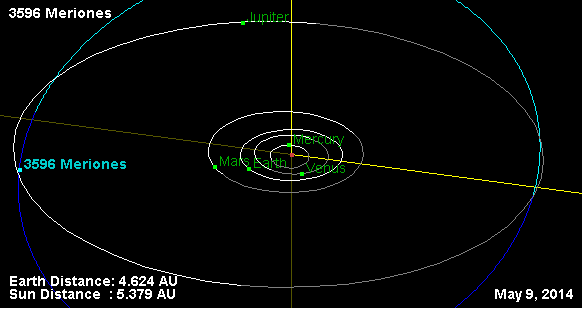
(3596) Mérion, un astéroïde troyen jovien.

(3596) Mérion, désignation internationale (3596) Meriones, est un astéroïde troyen jovien.

## Description
(3596) Mérion est un astéroïde troyen jovien, camp grec, c'est-à-dire situé au point de Lagrange L4 du système Soleil-Jupiter. Il présente une orbite caractérisée par un demi-grand axe de 5,165 UA, une excentricité de 0,074 et une inclinaison de 23,5° par rapport à l'écliptique.
Il est nommé en référence au personnage de la mythologie grecque Mérion, acteur du conflit légendaire de la guerre de Troie.

## Compléments